# والتر إلساسر
والتر إلساسر (بالألمانية: Walter Elsasser)‏ (و. 1904 – 1991 م) هو فيزيائي، وأستاذ جامعي من ألمانيا، والولايات المتحدة، ولد في مانهايم، وكان عضوًا في الأكاديمية الأمريكية للفنون والعلوم، توفي في بالتيمور، عن عمر يناهز 87 عاماً.

## التعليم
تعلم في جامعة غوتينغن، وجامعة لودفيغ ماكسيميليان في ميونخ، وجامعة هايدلبرغ.

## جوائز
حصل على جوائز منها:
- قلادة العلوم الوطنية (1987)
- ميدالية آرثر داي (1979)
- Carl Friedrich Gauss Medal  [لغات أخرى]‏ (1977)
- ميدالية وليام بووي (1959)
- زمالة الجمعية الأمريكية الفيزيائية.